# 马鞍山太白酒
马鞍山太白酒，是安徽当涂县太白镇出产的一种白酒，是以高粱为原料，用中、高温大曲为糖化发酵剂，经“六粮小窖酿造”工艺酿成的浓香型白酒。

## 沿革
此酒原称“太白酒”，商标为采石矶牌，采用李白在因民间传说“太白捞月”而命名、多次重建的采石矶名胜“捉月亭”之中的图像。 改革开放后因酒厂保护商标意识不强，无法和太白酒和诗仙太白酒的厂家相争，所以将产品改称“马鞍山太白酒”。1981年为安徽省优质产品。1984年获国家轻工业部银杯奖。